# Gerard Cox
 (octobre 2018).
Pour les articles homonymes, voir Cox.
Gerard Cox, né Gerardus Antonius Cox le 6 mars 1940 à Rotterdam, est un auteur-compositeur-interprète, chanteur et guitariste néerlandais.

## Carrière
Il commence à jour de la guitare en 1957 à l'âge de 17 ans, puis commence officiellement sa carrière musicale en 1961 à l'âge de 21 ans.

## Discographie

### Albums studios
- 1969 : Met blijdschap geven wij kennis (sorti le 6 décembre 1969), ft. Frans Halsema et Adèle Maria Hameetman
- 1973 : Het beste van (sorti le 27 octobre 1973)
- 1974 : Wat je zegt ben je zelf (sorti le 28 septembre 1974 et ressorti le 10 janvier 1976)
- 1987 : Aangenaam (sorti le 21 mars 1987)[1]
- 1993 : Leuk voor later (sorti le 1er mai 1993)
- 1998 : Andere noten (sorti le 21 novembre 1998)
- 2003 : Frans Halsema en Gerard Cox voor altijd

## Filmographie

### Acteur et scénariste
- 1964 : Les Jeux des anges de Walerian Borowczyk[2]
- 1977 : Het Debuut de Nouchka van Brakel[3]
- 1980 : Dear Boys de Paul de Lussanet : Wolfgang sr[4].
- 1983 : Black Rider de Wim Verstappen[5]
- 2012 : Het Bombardement de Ate de Jong : Manager de l'Hôtel[6]

## Vie privée
De 1977 à 1987, il fut l'époux de l'actrice/chanteuse Joke Bruijs.